# 74
| 74                 |
| ------------------ |
| Dødsfald - Fødsler |
|                    |

| Gregoriansk kalender | 74 LXXIV                |
| Ab urbe condita      | 827                     |
| Armensk kalender     | I/T                     |
| Kinesiske kalender   | 2770 – 2771 癸酉 – 甲戌 |
| Etiopisk kalender    | 66 – 67                 |
| Jødisk kalender      | 3834 – 3835             |
| Hindukalendere       |                         |
| - Vikram Samvat      | 129 – 130               |
| - Shaka Samvat       | N/A                     |
| - Kali Yuga          | 3175 – 3176             |
| Iransk kalender      | 548 BP – 547 BP         |
| Islamisk kalender    | 565 BH – 564 BH         |

Se også 74 (tal)